# Branjevo
Branjevo (cyr. Брањево) – wieś w Bośni i Hercegowinie, w Republice Serbskiej, w mieście Zvornik. W 2013 roku liczyła 2694 mieszkańców.